# 324
Năm 324 là một năm trong lịch Julius.